# Episodi di My Name Is Earl (seconda stagione)
La seconda stagione della serie televisiva My Name Is Earl è stata trasmessa in prima visione negli Stati Uniti da NBC dal 21 settembre 2006 al 10 maggio 2007.
In Italia è stata trasmessa in prima visione da Italia 1 in due parti, composte rispettivamente da 11 e 12 episodi: la prima parte è andata in onda dal 9 giugno al 25 agosto 2009, mentre la seconda parte è andata in onda dal 3 giugno al 1º luglio 2010 (ad eccezione dell'ottavo episodio della seconda parte che è andato in onda il 10 novembre).
| nº | Titolo originale              | Titolo italiano                             | Prima TV USA      | Prima TV Italia  |
| -- | ----------------------------- | ------------------------------------------- | ----------------- | ---------------- |
| 1  | Very Bad Things               | Mai stato dalla parte di Joy                | 21 settembre 2006 | 9 giugno 2009    |
| 2  | Jump for Joy                  | Salti di Joy                                | 28 settembre 2006 | 16 giugno 2009   |
| 3  | Sticks and Stones             | Per... barba e baffi                        | 5 ottobre 2006    | 23 giugno 2009   |
| 4  | Larceny of a Kitty Cat        | Anche i gatti piangono                      | 12 ottobre 2006   | 30 giugno 2009   |
| 5  | Van Hickey                    | La mamma è sempre la mamma                  | 19 ottobre 2006   | 7 luglio 2009    |
| 6  | Made a Lady Think I Was God   | Per grazia ricevuta                         | 2 novembre 2006   | 14 luglio 2009   |
| 7  | Mailbox                       | Postini per caso                            | 9 novembre 2006   | 28 luglio 2009   |
| 8  | Robbed a Stoner Blind         | Randy nel paese delle meraviglie            | 16 novembre 2006  | 4 agosto 2009    |
| 9  | Born a Gamblin' Man           | Giocatore nato                              | 30 novembre 2006  | 11 agosto 2009   |
| 10 | South of the Border: Part Uno | A sud della frontiera (1ª parte)            | 7 dicembre 2006   | 18 agosto 2009   |
| 11 | South of the Border: Part Dos | A sud della frontiera (2ª parte)            | 7 dicembre 2006   | 25 agosto 2009   |
| 12 | Our 'Cops' Is On!             | I nostri "Cops" in TV                       | 4 gennaio 2007    | 3 giugno 2010    |
| 13 | Buried Treasure               | Il tesoro sepolto                           | 11 gennaio 2007   | 3 giugno 2010    |
| 14 | Kept a Guy Locked in A Truck  | Ragazzo segregato in un camion              | 18 gennaio 2007   | 10 giugno 2010   |
| 15 | Foreign Exchange Student      | Dalla Francia con furore                    | 1º febbraio 2007  | 10 giugno 2010   |
| 16 | Blow                          | Parenti serpenti                            | 8 febbraio 2007   | 17 giugno 2010   |
| 17 | The Birthday Party            | Festa per il compleanno del caro amico Earl | 15 marzo 2007     | 17 giugno 2010   |
| 18 | Guess Who's Coming Out of Joy | Indovina cosa aveva in pancia Joy           | 22 marzo 2007     | 17 giugno 2010   |
| 19 | Harassed a Reporter           | È difficile essere famosi                   | 12 aprile 2007    | 10 novembre 2010 |
| 20 | Two Balls, Two Strikes        | La vita è una palla, anzi due               | 19 aprile 2007    | 24 giugno 2010   |
| 21 | G.E.D.                        | Gli esami non finiscono mai                 | 26 aprile 2007    | 24 giugno 2010   |
| 22 | Get a Real Job                | Corri, Joy, corri!                          | 3 maggio 2007     | 1º luglio 2010   |
| 23 | The Trial                     | Il processo                                 | 10 maggio 2007    | 1º luglio 2010   |

## Mai stato dalla parte di Joy
- Titolo originale: Very Bad Things
- Diretto da: Marc Buckland
- Scritto da: Greg Garcia

### Trama
Earl si rende conto che, in passato, non è mai stato dalla parte di Joy, sia nelle quotidiane discussioni matrimoniali, sia nelle vicende esterne. Decide quindi di cancellare il punto numero 183 della sua lista: Mai stato dalla parte di Joy. Si ritrova così coinvolto in un furto perpetrato dalla stessa Joy ad un grande magazzino che si era rifiutato di accettare in reso una televisione a scomparsa del valore di 3000$ adducendo come scusa l'usura dello scontrino. Earl si ritrova così a dover aiutare Joy a vendere il camion pieno di materiali, scoprendo che all'interno del camion era nascosto, suo malgrado, un inserviente del grande magazzino, riuscito a sopravvivere grazie alle scorte alimentari che il camion trasportava. Durante l'inseguimento dell'inserviente, riuscito a fuggire, Earl capisce che la cosa giusta da fare è lasciare che l'uomo fugga via con il camion pieno e lasciare che Joy affronti la giustizia.
Infatti Joy viene arrestata per furto e sequestro di persona.
- Punti della lista citati: 183.

## Salti di Joy
- Titolo originale: Jump for Joy
- Diretto da: Chris Koch
- Scritto da: Vali Chandrasekaran

### Trama
Earl, Randy e Darnell vanno alla sentenza giudiziaria di Joy. Questa viene condannata all'ergastolo per il "terzo reato" e libertà su cauzione. La cauzione corrisponde a 1.000.000$ e per uscire immediatamente di prigione ne servono almeno 100.000. Earl non ha più tutti quei soldi e allora, insieme a suo fratello, va a trovare la persona più ricca di Camden: Chubby (Burt Reynolds), un ricco magnate che possiede night club, ristoranti, rosticcerie e negozi. Questo gli dice che sarà ben felice di pagare la cauzione a Joy ma ad una condizione: riportargli la sua ballerina migliore, Catalina. Earl le va a parlare e lei gli dice che sarà ben felice di tornare a lavorare per Chubby, ma solo dopo essersi scusata con alcune persone. La donna, anni prima, lavorando da Chubby aveva ucciso un uomo con la sua bellezza, un anziano signore colto da infarto. Catalina ed Earl vanno all'azienda che possedeva l'uomo, ma appena arrivati vengono lodati poiché artefici per la morte del loro capo, uno sfruttatore di stranieri. Il giorno dello spettacolo, Darnell va a ringraziare Catalina per quello che sta facendo per Joy. Catalina capisce il perché di tutta quella storia e si rifiuta di ballare. Joy prova a prendere il suo posto, ma si ubriaca e vomita sugli spettatori. Earl cerca un'altra soluzione ma non riesce a trovarla e sviene per lo stress. Al suo risveglio vede Catalina ballare e capisce che vedendolo svenire, la donna aveva risolto le cose. Chubby paga la cauzione di Joy e questa viene liberata.
- Punti della lista citati: Nessuno.

## Per... barba e baffi
- Titolo originale: Sticks & Stones
- Diretto da: Marc Buckland
- Scritto da: Danielle Sanchez

### Trama
Earl decide di riparare all'altro punto nº 91 della sua lista: preso in giro ragazza con i baffi. Quando lui era giovane, e andava ancora a scuola, Earl aveva una compagna di nome Meggie, che prendeva in giro senza mai smettere. Earl va a trovare la sua vecchia compagna e subito si accorge che è diventata una donna barbuta. Nonostante questo, Earl racconta a Meggie della lista e questa lo perdona per quello che ha fatto. Earl esce soddisfatto dalla casa della donna e subito nota un uomo affetto da nanismo e lì vicino un uomo altissimo. Più avanti si accorge di un altro uomo con un corno sulla fronte, di un ragazzo con due dita giganti e di una donna affetta da obesità. Earl capisce che quel luogo era una zona fatta esclusivamente per i "diversi". Si sente in colpa per avere avuto paura di questi a prima vista e subito va a parlare a Meggie che gli dice che tutti loro lavorano in un circo e propone gli di conoscerli. Il giorno dopo si prepara un barbe-cue e tutte queste strane persone sono riunite a mangiare. Earl li conosce uno per uno e capisce che sono delle bravissime persone, ognuno ha i suoi interessi e le sue passioni. Questo propone però di fare una gita ad un laghetto per poi andare a prendere il gelato, tutti si rifiutano per non essere derisi. Earl non capisce questo loro atteggiamento, finché Meggie non lo fa riflettere sul suo passato: Earl, da giovane, aveva molti più peli sul petto di qualunque altro ragazzo della città e quando andava in piscina, tutti lo deridevano. Earl decide di dare l'esempio agli altri andando in piscina e invitando gli altri. Gli altri rifiuta, ma lui decide di andare ugualmente e tuffarsi dal trampolino. Quando arriva in cima, improvvisamente si sente in imbarazzo e sta per fare marcia indietro. Dietro di lui ritrova però i suoi nuovi amici che lo incitavano a saltare: Earl si leva la maglietta e si tuffa. Senza preoccupazione, tutti gli altri lo seguono. Earl è finalmente riuscito a togliere dalla mente dei suoi amici il pensiero del pregiudizio e cancella il punto dalla sua lista.
- Punti della lista citati: 91.

## Anche i gatti piangono
- Titolo originale: Larceny of a Kitty Cat
- Diretto da: Millicent Shelton
- Scritto da: Hilary Winston

### Trama
Earl vuole riparare ad un altro punto della sua lista: rubato un gatto ad una "gattara". I fratelli Hickey vanno da questa persona e scoprono che il gatto da loro rubato era misteriosamente tornato dalla sua padrona, Milly (Amy Sedaris). Questa regala l'animale precedentemente rubato ad Earl, mentre Randy si innamora di questa e i due si mettono insieme. Earl sa di aver già potuto fare tutto ciò che gli era consentito e decide di iscrivere il suo gatto ad un concorso di bellezza. Randy intanto si accorge ben presto che la sua nuova fidanzata lo tratta proprio come se fosse un gatto. Earl intanto ha vinto il suo primo concorso e decide di iscrivere il gatto ad altri 2. Entrambi li vince. Randy è quasi deciso a rompere con Milly, ma Earl gli dice di non farlo perché dopo passerà dei brutti mesi in preda alla disperazione. Earl iscrive il gatto ad un altro concorso. Questa volta ci saranno anche Randy e Milly ad assistere alla premiazione. Earl vince nuovamente e Randy comunque decide di rompere con Milly, questa si riprende il gatto precedentemente regalato ad Earl e tutto ritorna a com'era prima.
- Punti della lista citati: 56.

## La mamma è sempre la mamma
- Titolo originale: Van Hickey
- Diretto da: Craig Zisk
- Scritto da: J.B. Cook e Marc Singer

### Trama
Earl è ad un corso di ginnastica quando sente una voce di un vecchio, subito gli viene in mente il punto nº 50 della sua lista: Cacciato solista del suo gruppo. Anni prima lui, Randy e Ralph avevano creato un gruppo musicale chiamato "Van Hickey" e come solista avevano preso un sessantenne che lavorava in un fast food. Il loro gruppo non era male, ma avere un vecchio nella propria banda non gli permetteva di avere successo con le donne, Così lo cacciarono. Ora Earl, per cancellare il punto, doveva ricomporre il gruppo. Chiamati Randy e Ralph, i due sono subito d'accordo. Inavvertitamente Ralph legge il punto nº 51 della lista di Earl: Copulato con la madre di Ralph. L'uomo è scandalizzato per questo e se ne va, minacciando di ucciderlo. Earl decide che prima di scappare per evitare la morte, di dover salutare i suoi genitori, ma appena arrivato nota che Ralph è a casa loro. Earl capisce subito le sue intenzioni di rendere pan per focaccia, ma la madre di Earl si oppone alla cosa. Ralph allora tira fuori una pistola e la punta sulla testa di Earl. Questo in preda al panico dice di aver veramente amato sua madre e Ralph decide che non lo ucciderà se Earl sposerà sua madre, ormai vedova. A suo malgrado, si celebra il matrimonio mentre ritrovano il loro anziano solista e ricompongono il gruppo. Earl però evita di andare a letto con la nuova moglie e cerca di prendere tempo con Ralph. La sera fatidica, decide di ubriacarsi fino allo svenimento per prepararsi alla serata. Appena rinvenuto torna a casa e scopre che la sua nuova moglie lo sta tradendo proprio con il solista del gruppo. I due divorziano e la madre di Ralph sposa il solista. Earl è di nuovo libero e Ralph ha finalmente avuto il padre che non ha mai incontrato.
- Punti della lista citati: 50, 51.

## Per grazia ricevuta
- Titolo originale: Made a Lady Think I Was God
- Diretto da: Marc Buckland
- Scritto da: Bobby Bowman

### Trama
Earl decide di porre rimedio al punto numero 12 della lista: Fatto credere ad una donna di essere Dio. Quando lui e Joy e Randy vivevano ancora al Campo Caravan nella loro roulotte, avevano una vicina noiosa (Roseanne Barr). Questa era anche la proprietaria del Campo e dava multe a chi infrangeva le regole. Un giorno Earl si accorse che attraverso un walkie-talkie poteva parlare direttamente nell'apparecchio acustico della donna. Earl si finge Dio e dà ordini alla donna e fa regalare tutto ciò che questa possiede a Joy e le dice di trasferirsi. Questa obbedisce e si fa suora, credendo di aver ricevuto una vera "chiamata" divina. Earl ora deve riparare al punto: va da questa e nota subito in lei un cambiamento radicale nella personalità, da cattiva era diventata premurosa e gentile. Quando Earl le racconta la verità, la donna si sente umiliata e lascia il Convento per tornare ad essere la cattiva e noiosa proprietaria del Campo Caravan. Earl allora decide di fargli credere che Dio la vuole veramente chiamare: prepara un toast a forma di faccia di Gesù e lo lascia in bella vista nella casa dell'ex-suora. Viene però sorpreso dalla donna ed Earl le spiega le sue intenzioni. La ex-suora capisce come sia in realtà Earl la sua chiamata. La donna ritorna a fare ciò che la rende veramente felice, ovvero essere una suora, ed Earl può cancellare il punto dalla lista.
- Punti della lista citati: 12.

## Postini per caso
- Titolo originale: Mailbox
- Diretto da: Michael Fresco
- Scritto da: John Hoberg e Kat Likkel

### Trama
Earl vuole porre fine al punto 75 della lista: Usato cassetta postale come pattumiera. Anni prima quando Earl, Joy e Randy vivevano all'accampamento Caravan, usavano le cassette postali degli altri come bidoni della spazzatura. La posta, si rifiutava così di spedire le lettere. Tocca ad Earl spedirle per riparare al punto della lista. Fortunatamente solo 2 lettere sono rimaste non spedite: Randy va a portare la prima destinata a Joy. La donna scopre così che in realtà suo marito, Darnell Turner, si chiama in realtà "Harry Monroe" e che ha dovuto cambiare nome perché era entrato nel Programma protezione testimoni. Joy, offesa da non sapere chi sia veramente suo marito, lo caccia di casa. Earl intanto, seguendo l'indirizzo scritto sulla lettera, è riuscito a scoprire il legittimo proprietario dell'altra lettera. Il proprietario scopre che era una poesia d'amore per una ragazza di cui si era innamorato. Earl si sente in colpa e decide di ricongiungerli: scopre che la ragazza dell'uomo (Jenny McCarthy) è una sportiva e lavora in una palestra. Quando la trova, Earl se ne innamora e finge di aver scritto lui la lettera per fare colpo su di lei. Lentamente tra di loro si crea una vera storia, ma Catalina capisce che non è giusto nei confronti dell'altro ragazzo. Fa così incontrare la nuova ragazza di Earl con il ragazzo e quando la verità sulla lettera viene a galla, tra i due scoppia però vero amore. Earl capisce che è la cosa giusta da fare, ma è arrabbiato lo stesso. Joy intanto è riuscita a perdonare suo marito per averla tenuta all'oscuro di questa cosa. Earl cancella il punto dalla lista.
- Punti della lista citati: 75.

## Randy nel paese delle meraviglie
- Titolo originale: Robbed a Stoner Blind
- Diretto da: Marc Buckland
- Scritto da: Kat Likkel e John Hoberg

### Trama
Earl vuole riparare al punto 26 della lista: "Rubato un condizionatore". Anni prima, durante un'estate bollente, Earl e Randy avevano rubato tutto ciò che c'era in casa di uno sconosciuto che faceva uso di droghe. Scopre che il nome del derubato è Woody Maruzak (Christian Slater) e che questo ora vive in una comunità hippie alla periferia di Camden. Quando lo trova, Woody gli dice che se vuole sdebitarsi, deve vivere una settimana nella loro comunità. Passano i sette giorni ed Earl scopre quanto le persone inquinano il mondo con le auto e sprecando energia. Prima di tornare a casa, Randy mangia per errore degli allucinogeni. Poco dopo comincia ad avere delle allucinazioni e a vedere tutto ciò che gli sta intorno come un cartone animato in tecnica stop-motion. Tornati a casa, Earl prende a cuore la salvaguardia della terra e comincia a buttare tutte le carte che trova per terra nei cestini, a non usare l'auto ma una bicicletta per non inquinare e a cercare di non sprecare nulla. Sembra tutto funzionare, ma ben presto scopre che la Cina consuma 2 volte tanto tutta l'America messa insieme. Earl è quindi demoralizzato e decide di lasciar perdere, mentre Randy continua a vivere la vita come un cartone animato. Earl torna da Woody e questo gli spiega che deve prima di tutto pensare a sé stesso, che al mondo. Earl decide quindi di continuare a inquinare il meno possibile, e Randy si riprende dalle allucinazioni.
- Punti della lista citati: 26.

## Giocatore nato
- Titolo originale: Born a Gamblin' Man
- Diretto da: Chris Koch
- Scritto da: Victor Fresco

### Trama
Earl, per rimediare al punto della lista nº 146 "Rubato tutti i giorni delle medie il pranzo a Kenny James, prepara 267 toast che aveva rubato a questo. Quando Earl va a casa del suo amico gay per consegnarglieli, Kenny gli dice che il suo fidanzato lo ha appena mollato e che vorrebbe essere proprio come Earl per riuscire a trovare un nuovo fidanzato. Earl lo porta al Crab Shack e gli fa scommettere 2 dollari su una corsa di cavalli. Per caso questi vincono e decidono di ritentare, vincendo nuovamente. Continuando a vincere, Earl comincia a farsi venire la mania per il gioco d'azzardo, pensando ci sia lo zampino del karma. Intanto Joy ha appena incontrato la sua avvocata sordo-muta che la sosterrà al processo in cui Joy dovrà difendersi dall'accusa di furto e sequestro di persona (Mai stato dalla parte di Joy), ma le due proprio non riescono ad accettarsi. Nel frattempo, Randy ha deciso di confessare i suoi sentimenti di amore a Catalina e quella sera decide di preparargli una festa. L'indomani, Earl e Kenny vanno a fare scommesse illegali sui polli. Catalina li raggiunge e chiede ad Earl un passaggio al Club Chubby, ma lui è troppo preso dalle scommesse e gli dà le chiavi della macchina. La donna, mentre si dirige al lavoro, viene fermata dalla polizia, ed essendo clandestina, rimpatriata in Messico. La notizia giunge a Kenny, che ora è ancora scommettere sui polli con Earl. Quando lo riferisce all'amico e non sembra importagliene, gli sferra un pugno faccia e lo costringe a guardare la realtà: Catalina era stata rimpatriata per colpa sua. Randy è il più triste di tutti perché non ha potuto confessare ciò che provava per lei. I fratelli Hickey decidono allora di andare a riprenderla, prendono le loro cose e partono per la volta del Messico.
- Punti della lista citati: 146.

## A sud della frontiera (1ª e 2ª parte)
- Titolo originale: South of the Border

Diego celebra il matrimonio di Catalina e Randy

- Diretto da: Michael Fresco
- Scritto da: Michael Pennie

### Trama
Earl e Randy decidono di partire per il Messico per rimediare al punto 269 della lista: Fatto rimpatriare Catalina. Intanto Joy sta prendendo delle pillole calmanti e si è trasformata in un'altra persona. Da insopportabile e scontrosa è ora diventata calma e gentile. Darnell, inizialmente, è felice del cambiamento, ma quando due vicini parcheggiano il loro caravan di fianco a quello dei due, rimpiange la vecchia Joy che li avrebbe fatti spostare. Earl e Randy giungono in Messico e salgono su un autobus per raggiungere il paese di Catalina. Durante il tragitto Earl viene rapito da tre banditi senza che il fratello, preoccupato per Catalina, se ne renda conto. Quando rivela ai criminali il motivo della sua visita, scopre che il capo dei tre, Diego (John Leguizamo), è lo zio di Catalina che quindi decide di non tenerlo in ostaggio, ma di fargli vedere la sua normale giornata prima di portarlo dalla nipote. Earl parla ai banditi anche del Karma e Diego ne rimane affascinato. La mattina dopo, Earl arriva al villaggio di Catalina e ritrova Randy. I due si scusano reciprocamente e vanno a trovare Catalina. Appena Catalina li vede, salta subito addosso ad Earl, senza neanche guardare Randy. Come se non bastasse, la donna chiede ad Earl di sposarla per poter tornare in America. Per far felice il fratello, fallisce tutte e tre le prove che Diego gli propone per sposare la nipote. Randy a quel punto si fa avanti e supera egregiamente le prove. Catalina comunque si scopre che non è innamorata di Randy, anche se non se la sente di dirglielo. Nel frattempo, in America, Joy continua ad essere docile e gentile, fin quando il suo vicino, per sbaglio, lancia una lattina di birra che colpisce la testa di Earl Jr. Joy torna quindi ad essere quella di sempre e, dopo averli spaventati, li convince a traslocare altrove.
- Punti della lista citati: 269.
- Guest star: Jimmi Simpson

## I nostri "Cops" in TV
- Titolo originale: Our 'Cops' Is On!
- Diretto da: Ken Whittingham
- Scritto da: Timothy Stack

### Trama
L'episodio è girato quasi interamente nello stile della serie televisiva Cops. L'episodio racconta una giornata del 2003 dei poliziotti di Camden County tramite le telecamere portate da alcuni cameraman. Gli agenti sono Stuart Daniels, l'agente Bob Smiley e Bobbi Bowman. Nella puntata Earl, Randy, Joy, Darnell, Patty, Donny Jones e Tim Stack si rendono partecipi di numerosi interventi della polizia, tra inseguimenti, fughe, risse, oscenità. L'episodio di Cops finisce per poi ritornare alla vista del Crab Shack e far vedere tutti i personaggi della puntata entusiasti delle loro figuracce, essendo loro individui sufficientemente pietosi da essere felici del solo essere stati in tv.
- Curiosità: Questo episodio è una parodia della serie televisiva Cops che si occupa realmente della cattura di reali criminali ripresi dalle telecamere.
- Punti della lista citati: 271, 272.

## Il tesoro sepolto
- Titolo originale: Buried Treasure
- Diretto da: Eyal Gordin
- Scritto da: Erika Kaestle e Patrick McCarthy

### Trama
Earl Hickey è sorpreso quando scopre che alcuni 'tesori' che un tempo rubò non sono più sotterrati nel posto in cui credeva. I 'tesori' in questione sono dei pezzi di argenteria presi dalla libreria cittadina.
Joy Turner, Darnell Turner e Randy Hickey si alternano alla narrazione raccontando la vicenda ognuno dal suo punto di vista. Ognuno di loro cela dei piccoli segreti e durante le varie narrazioni la verità comincia a venire a galla.
Earl è assolutamente deciso a scoprire chi si sia rubato il bottino in modo da poter cancellare il punto 52 dalla sua lista: "Rubati cucchiai dalla libreria

## Ragazzo segregato in un camion
- Titolo originale: Kept a Guy Locked in a Truck
- Diretto da: Eyal Gordin
- Scritto da: John Hoberg e Kat Likkel

### Trama
Earl vede per strada un camion che gli fa ricordare il punto n° 270 della lista: "Rinchiuso un ragazzo in un camion" (Aggiunto nella puntata "Mai stato dalla parte di Joy"). Trova il motel dove vive il ragazzo, Josh, ma scopre che il letto pieghevole della stanza l'ha schiacciato contro il muro, uccidendolo. Earl decide di far finta di niente e passare ad altri punti, ma nel sonno, ogni notte, incontra Josh che gli dice di provare a cancellarlo dalla lista celebrandogli un bel funerale. Earl si rende conto che il ragazzo non aveva amici, quindi organizza il rito ed invita tutti quelli che conosce, la maggior parte frequentatori del Crab Shack, ma ben presto essi trasformano il funerale in una festa ignorando il defunto. Non sapendo cosa fare, Earl va a casa di Josh e trova il computer acceso con centinaia di finestre aperte che chiedevano dove fosse finito il ragazzo. Earl capisce che in realtà aveva moltissimi amici conosciuti tramite il computer e scrive a tutti quanti per spiegare l'accaduto e li invita a partecipare al suo vero funerale. Dopo il funerale alcuni suoi amici con cui giocava a poker, rattristati per la morte di Josh, decidono di incontrarsi ogni settimana realmente per giocare dal vivo in memoria dell'amico scomparso. Earl può finalmente cancellarli dalla lista.
- Punti della lista citati: 270.

## Dalla Francia con furore
- Titolo originale: Foreign Exchange Student
- Diretto da: Marc Buckland
- Scritto da: Mike Mariano

### Trama
Quando era piccolo, Earl Hickey si divertiva a prendere di mira con i suoi scherzi uno studente francese che era a scuola per uno scambio culturale. Il bambino si chiamava Pierre e, impaurito, tornò in patria.
Per cancellare il punto 44 della sua lista "Maltrattato un ragazzino francese", Earl decide di far tornare Pierre in America, a Camden County, e di mostrargli il paese e tutte le opportunità che esso può offrire.
Le cose prendono uno strano risvolto quando Pierre si innamora di Catalina Aruca e i due cominciano a flirtare. Ciò rende Randy Hickey geloso e particolarmente violento.
Catalina decide di essere sincera con Randy e di confessagli che cosa provi realmente per lui. I due impareranno una preziosa lezione sulla forza dell'amore e finiranno per trascorrere la notte assieme.

## Parenti serpenti
- Titolo originale: Blow
- Diretto da: Victor Nelli, Jr.
- Scritto da: J.B. Cook

### Trama
In vista del processo, che potrebbe costarle una dura condanna per aver compiuto la "furbata" del primo episodio, Joy Turner scopre di avere una sorellastra che non ha mai conosciuto e che potrebbe essere usata per fare una buona figura di fronte alla giuria.
Si scopre però che la sorellastra è una sua nemica mortale di vecchia data di nome Liberty Washington. Per una strana coincidenza, Liberty è anche al numero 101 della lista di Earl Hickey "Rubata identità a una ragazza".
Mentre Earl cerca di sistemare la situazione e Joy cerca di gestire il contraccolpo dell'aver conosciuto l'esistenza di una sorellastra, Liberty si allena per partecipare al campionato di wrestling. Liberty accetterà di prendersi cura dei bambini in caso di condanna di Joy.
Ci sarà anche una particolare sorpresa per uno degli altri personaggi.

## Festa per il compleanno del caro amico Earl
- Titolo originale: The Birthday Party
- Diretto da: Eyal Gordin
- Scritto da: Hilary Winston

### Trama
Durante la festa di compleanno di Earl al Fish Bar, tutti gli invitati raccontano una sua cattiva azione nei loro confronti, tra le quali aver urinato sul tappeto nuovo a sua madre, aver messo nei guai Darnell, aver fatto prendere un vaso in testa al suo amico Donny Jones al posto suo, aver preso in giro Joy incinta, aver rubato la protesi della gamba a Didi e aver drogato suo padre con gli antidepressivi sciolti nel suo drink. Al termine della festa Earl torna al motel, inseguito da Didi, e qui scopre che tutti i suoi amici e parenti gli hanno organizzato una festa a sorpresa e, come regalo, cancellano loro stessi dalla lista le malefatte da lui commesse nei loro confronti.

## Indovina cosa aveva in pancia Joy
- Titolo originale: Guess Who's Coming Out of Joy
- Diretto da: Michael Fresco
- Scritto da: Greg Garcia

### Trama
Poco dopo il matrimonio con Earl, Joy resta nuovamente incinta e lui è al settimo cielo per la notizia. Tuttavia 9 mesi dopo si accorge che il bambino partorito da Joy, Earl Jr., ha la pelle scura (lasciando intendere che, avendo Joy tradito ripetutamente Earl con Darnell, quest'ultimo sia evidentemente il padre naturale del bambino). Dopo questa scoperta Earl, infuriato, pianta Joy e i bambini all'ospedale e torna a vivere con Randy a casa dei suoi genitori, dove suo padre Carl lo invita a tornare sui suoi passi e a non abbandonare una mamma con due figli. Earl, ancora arrabbiato, non vuole tornare da Joy e Carl lo minaccia di uccidere tutti i suoi criceti se non lo farà. Alla fine Earl tornerà da lei e l'aiuterà a crescere i figli fino a quando Joy e Darnell non si sposeranno, formando così una vera famiglia. Inoltre, nel frattempo, Earl finisce di costruire una lampada da salotto (che aveva iniziato ai tempi del liceo) per poterla regalare a suo padre Carl.

## È difficile essere famosi
- Titolo originale: Harassed a Reporter
- Diretto da: Chris Koch
- Scritto da: Brad Copeland e Barbara Feldman

### Trama
Poiché soffre d'insonnia Earl passa la notte a guardare la televisione e vede per caso una giornalista, Nicole Moses, a cui anni prima, insieme a Randy, aveva rovinato la carriera facendo cose stupide di fronte alla telecamera e mettendola in imbarazzo in diretta tv. Per poter rimediare al punto della lista n. 29 "Sabotato giornalista esordiente", Earl si reca con Randy negli studi televisivi locali dove lavora la giornalista. Nicole chiede a Earl di andare in onda a parlare della sua lista, così da realizzare un buon servizio ed ottenere una promozione. Per il servizio Earl decide di rimediare al punto n. 40 della lista "Distrutto la casetta dei giochi" dei ragazzi, mentre guidava ubriaco. Randy, dopo aver appreso che non andrà in televisione, si arrabbia con Earl e lui convince Nicole a farlo apparire. Durante il servizio Earl cerca di far fare bella figura a Randy mentre insieme ricostruiscono la casetta dei ragazzi. Essendo andato tutto bene Earl può cancellare dalla lista i punti n. 29 e 40, ma quando il servizio viene mandato in onda si scopre che è stato realizzato e montato in modo da far sembrare Randy un ragazzo stupido e mentalmente disabile. Arrabbiato, Randy corre agli studi televisivi e qui scopre che Nicole l'ha fatto apparire stupido per vendicarsi di quando lui ed Earl facevano la stessa cosa anni prima. Rimane tuttavia soddisfatto per essere stato "famoso" per un giorno. Earl e Randy decidono di cancellare insieme il punto n. 29 della lista.

## La vita è una palla, anzi due
- Titolo originale: Two Balls, Two Strikes
- Diretto da: Victor Nelli, Jr.
- Scritto da: Bobby Bowman

### Trama
Dopo la morte di Big Chubby (Burt Reynolds), l'uomo più ricco e potente di Camden (suicidatosi per errore avendo confuso una pistola ad acqua riempita di vodka con una pistola vera), tutte le sue proprietà passano in mano al figlio Richard "Little" Chubby (Norm MacDonald), un uomo cattivo e prepotente che qualche anno prima molestava in continuazione Earl, Randy, Joy e Darnell con i suoi stupidi scherzi. Un giorno Earl, esasperato, decise di fargliela pagare dandogli un fortissimo calcio sui testicoli e, di conseguenza, anche Little Chubby viene inserito nella sua lista al n. 43 "Dato calcio nelle palle ad un ricco". Earl in seguito scopre con sorpresa che quel calcio ha cambiato in meglio la vita di Little Chubby, poiché egli aveva scoperto che tutti lo odiavano, decidendo quindi di migliorare e di diventare un uomo buono e gentile con tutti. Durante una festa in piscina Earl sbircia sotto l'accappatoio di Little Chubby e nota con disappunto che il suo calcio gli ha frantumato i testicoli. Per rimediare alla lista decide quindi di farlo operare chirurgicamente per farlo tornare normale. Ma, una volta operato, Little Chubby torna ad essere il solito cattivo prepotente e arrogante, e decide di vendicarsi di Earl frantumandogli i testicoli con una macchina che lancia palle da baseball. In preda alla disperazione Earl gli canta la canzone "Free Bird" dei Lynyrd Skynyrd (la stessa che gli aveva cantato durante l'operazione) e Little Chubby si lascia frantumare nuovamente i testicoli da una palla da baseball, poiché si rende conto di avere problemi a gestire il testosterone, tornando in questo modo ad essere gentile (tuttavia in seguito si farà trapiantare dei testicoli di toro in quanto essere gentile non va bene per gli affari). Earl cancella il punto n. 43 dalla lista.

## Gli esami non finiscono mai
- Titolo originale: G.E.D.
- Diretto da: Michael Fresco
- Scritto da: Hunter Covington

### Trama
Dopo essersi visto trattare come un bambino da una funzionaria della banca di Camden, Earl decide di aggiungere alla lista il punto n. 273 "Non mi sono mai deciso a diventare un adulto", dividendolo nelle sottosezioni "A) Cercare di finire il liceo", "B) Trovarsi un lavoro come si deve" e "C) Smettere di vivere al motel". Decide quindi di iniziare a frequentare la scuola serale per ottenere il diploma di liceo, ma essendo le materie troppo difficili per lui, Earl si reca nella sua vecchia scuola per chiedere l'aiuto dei suoi ex professori. Essi sono ormai demotivati dalla crescente indisciplina delle nuove generazioni di studenti, perciò Earl si offre di tenerli a bada in cambio di lezioni private. Dopo aver mostrato agli studenti la sua vita, e come sarebbero diventati in futuro se non si fossero diplomati, Earl diventa vittima dei loro scherzi ed infine convince gli altri professori a ribellarsi. Dopo aver fatto esplodere per errore l'auto di uno studente essi temono di finire in galera, ma si accorgono con sorpresa che i ragazzi sono ora diventati educati e rispettosi a causa del grande spavento. Per riconoscenza i professori ricominciano a fare lezione a tutti, compresi Earl e Randy, così essi riescono a diplomarsi alla scuola serale ed Earl può finalmente cancellare dalla lista la parte A del punto n. 273.
- Guest star: Kurt Fuller (professor Baldwyn)

## Corri, Joy, corri!
- Titolo originale: Get a Real Job
- Diretto da: Ken Whittingham
- Scritto da: Ralph Greene, Patrick McCarthy ed Erika Kaestle

### Trama
Per rimediare al punto n. 273 della lista "Non essere mai diventato adulto", dopo aver ottenuto il diploma di liceo da privatista Earl decide insieme a Randy di trovarsi un vero lavoro. Riescono a farsi assumere come scaricatori di camion di un negozio di elettrodomestici, ma un giorno Earl pensa che lavorando sodo potrà puntare più in alto e fare carriera come venditore. Non appena il suo capo lo mette alla prova, Earl diventa improvvisamente odiato da tutti i suoi colleghi scaricatori (anche da suo fratello Randy, che vuole farsi accettare dagli altri) e diventa il bersaglio dei suoi nuovi colleghi venditori, che tentano di impedirgli di vendere almeno 5000 dollari di elettrodomestici in pochi giorni per ottenere la promozione. Alla fine Earl otterrà comunque la promozione grazie ai colleghi scaricatori che utilizzano le loro carte di credito per acquistare i prodotti da lui. Earl, quindi, cancella il punto "trovare un lavoro vero". Nel frattempo Joy, in attesa del processo, vende tutto ciò che possiede e fugge segretamente in Messico, lasciando Darnell con la sola compagnia di una bambola gonfiabile.

## Il processo
- Titolo originale: The Trial
- Diretto da: Michael Fresco
- Scritto da: Timothy Stack, Mike Mariano e Vali Chandrasekaran

### Trama
Per terminare di rimediare al punto della lista n. 273, Earl e Randy si trasferiscono a vivere dal motel in un appartamento, tuttavia Earl si rende conto che, per diventare un adulto vero e proprio, nella sua vita manca ancora l'amore vero di una donna. Nel frattempo Joy, in fuga verso il Messico, viene scoperta e riportata in prigione a Camden, ed Earl si accorge di provare una ricambiata attrazione nei confronti della sua avvocatessa sorda. Ma quando questa, leggendo sulla lista, scopre che Earl e Randy tempo prima la rapinarono (da cui il punto della lista n. 280 "Derubato una persona sorda") si arrabbia moltissimo e decide di troncare ogni rapporto di amicizia con lui. Quando Earl, chiamato come testimone al processo, si accorge che Joy rischia di finire in prigione, decide di autoaccusarsi del furto del camion, scagionando Joy e suscitando nuovamente l'ammirazione della sua avvocatessa. Purtroppo, però, viene condannato dal giudice a due anni di prigione, perdendo di conseguenza il lavoro, l'appartamento in cui si era trasferito con Randy e anche la sua adorata lista.